# Cheilotrichia meridiana
Cheilotrichia meridiana är en tvåvingeart som beskrevs av Mendl 1974. Cheilotrichia meridiana ingår i släktet Cheilotrichia och familjen småharkrankar. Inga underarter finns listade i Catalogue of Life.